# Christine McVie
Christine McVie (narozena jako Christine Anne Perfect; 12. července 1943 Bouth, Lake District, Anglie – 30. listopadu 2022) byla anglická rocková zpěvačka, klávesistka a textařka. Svou slávu si získala jako členka skupin Chicken Shack a Fleetwood Mac, vydala i tři svá sólová alba.

## Mládí
Christine Anne Perfect se narodila 12. července 1943 v malé vesničce Bouth. Poté, co si vzala baskytaristu skupiny Fleetwood Mac – Johna McVie, se k Fleetwood Mac připojila v roce 1970.

## Diskografie

### S Fleetwood Mac
| Rok  | Album                           | US  | UK | Doplňující informace |
| ---- | ------------------------------- | --- | -- | --- |
| 1968 | Mr. Wonderful                   | –   | 10 | První album Fleetwood Mac album, kde byla McVie uvedena jako nájemní hudebník |
| 1969 | Then Play On                    | 192 | 6  | McVie uvedena jako nájemní hudebník |
| 1970 | Kiln House                      | 69  | 39 | McVie vytvořila návrh obalu alba |
| 1971 | Future Games                    | 91  | –  | První album s McVie jako plnoprávným členem Fleetwood Mac |
| 1972 | Bare Trees                      | 70  | –  | – |
| 1973 | Penguin                         | 49  | –  | – |
| 1973 | Mystery To Me                   | 68  | –  | – |
| 1974 | Heroes Are Hard to Find         | 34  | –  | – |
| 1975 | Fleetwood Mac (The White Album) | 1   | 23 | První album se Stevie Nicks a Lindsey Buckingham. Její vlastní píseň „Over My Head“ se stala prvním hitem Fleetwood Mac na rozhlasových stanicích v USA, dosáhla pozice #20 na žebříčku Billboard Hot 100. Její „Say You Love Me“ se dostalo též do Top 20 record. |
| 1977 | Rumours                         | 1   | 1  | Obsahuje její největší žebříčkový hit s Fleetwood Mac – „Don't Stop“ – který se dostal na pozici #3 v hitparádách USA. Obsahuje též její „You Make Lovin'Fun“, která byla též na US Top Ten a „Songbird“.                                                          |
| 1979 | Tusk                            | 4   | 1  | – |
| 1980 | Live                            | 14  | 31 | Obsahuje novou píseň Christine McVie – „One More Night“ |
| 1982 | Mirage                          | 1   | 5  | – |
| 1987 | Tango in the Night              | 7   | 1  | – |
| 1988 | Greatest Hits                   | 14  | 3  | |
| 1990 | Behind the Mask                 | 18  | 1  | |
| 1995 | Time                            | –   | 47 | – |
| 1997 | The Dance                       | 1   | 15 | McVie se zúčastnila posledního turné s Fleetwood Mac |
| 2003 | Say You Will                    | 3   | 6  | McVie byla uvedena jako doprovodný hudebník. Hrála klávesy a zpívala sborové vokály na „Bleed to Love Her“ and „Steal Your Heart Away.“ |

### Sólová alba
| Rok  | Album             | US | UK | Doplňující informace |
| ---- | ----------------- | -- | -- | --- |
| 1970 | Christine Perfect | –  | –  | Obsahuje předělávku skupiny Fleetwood Mac „When You Say“                                                                              |
| 1984 | Christine McVie   | 26 | –  | Obsahuje neljépe umístěný singl Christine McVie mimo Fleetwood Mac – „Got A Hold On Me“, který se dostal na pozici #10 žebříčku v USA |
| 2004 | In The Meantime   | –  | –  | McVie vydala toto album se svým synovcem Danem Perfect.                                                                               |

### S Chicken Shack
| Rok  | Album                                                 | US | UK | Doplňující informace |
| ---- | ----------------------------------------------------- | -- | -- | -------------------- |
| 1968 | Forty Blue Fingers, Freshly Packed And Ready To Serve | –  | 12 | –                    |
| 1969 | OK Ken                                                | –  | 9  | –                    |

### Singly
| Rok  | Song                    | US Hot 100 | US Adult Contemporary | Album           |
| ---- | ----------------------- | ---------- | --------------------- | --------------- |
| 1984 | „Got A Hold On Me“      | #10        | #1                    | Christine McVie |
| 1984 | „Love Will Show Us How“ | #30        | –                     | Christine McVie |
| 2004 | „Friend“                | –          | #29                   | In The Meantime |